# Serville (Onhaye)
Pour les articles homonymes, voir Serville.
Serville (en wallon Serveye) est une section de la commune belge d'Onhaye située en Région wallonne dans la province de Namur.  En 1976, la commune comptait 131 habitants. 
C'était une commune à part entière avant la fusion des communes de 1977.

## Géographie
Commune bornée au nord par Falaën, à l’est par Weillen et Gérin, au sud par Anthée, et à l’ouest par Flavion. Ses dépendances sont Ostemerée et Fter. Elle est arrosée par le ruisseau de Flavion ou Floyon, qui activait un moulin à farine au hameau d’Ostemrée.

## Évolution démographique
- Source: DGS, 1831 à 1970=recensements population, 1976= habitants au 31 décembre

## Histoire
Sur la route de Bavai à Cologne et Trèves, il existait à l’époque romaine au hameau de Fter un relais postal, situé d’ailleurs non loin de la villa d’Anthée.
La terre de Serville appartient au Xe siècle à l’abbaye de Stavelot et passe ensuite à l’abbaye d’Hastière; cette possession est confirmée par une bulle du pape Alexandre III en 1180.
Le comte de Namur, avoué d’Hastière, l’est également de Serville, qui ressort au bailliage de Bouvignes. En 1289, ce seigneur y concède un coup d’eau pour actionner une forge, l’industrie métallurgique perdurera d’ailleurs jusqu’à la fin du XIXe siècle.
Le 25 septembre 1666, le village est érigé en seigneurie au profit de Diego-Fernando de Villegas, notable espagnol fixé à Anvers. En 1739, ce territoire est revendu à Jean-Dominique de Moniot, seigneur de Weillen, un village voisin.
Serville est érigé en commune à l’époque française et versé dans le canton de Florennes.
Avec la disparition de la métallurgie à la fin du XIXe siècle, la population vit uniquement de l’agriculture et de l’élevage. 
En 1830, la commune, forte de 255 habitants, comptait 53 maisons et deux fermes ainsi que 15 chevaux, 7 poulains, 57 bovins, 16 veaux, 19 porcs et 300 moutons.